# San Lorenzo Tenochtitlán

San Lorenzo e altri siti nella terra degli Olmechi.

San Lorenzo Tenochtitlán (o San Lorenzo) è il nome dato a un gruppo di siti archeologici — San Lorenzo, Tenochtitlán, e Potrero Nuevo — situati nello stato messicano di Veracruz. Dal 1200 a.C. al 900 a.C. fu il centro più importante della cultura degli Olmechi. San Lorenzo Tenochtitlán è conosciuto per le teste di pietra ritrovate in diversi scavi, le più grandi delle quali pesano 20 tonnellate e misurano 3 metri in altezza.
I turisti possono accedere al sito dal lunedì alla domenica, dalle ore 8 alle ore 9.

## Descrizione
San Lorenzo fu la città più grande nel mesoamerica dal 1200 a.C. al 900 a.C., periodo in cui La Venta cominciò ad espandere la propria influenza. Nell'800 a.C. a San Lorenzo erano rimasti pochi abitanti, e la zona venne ripopolata con frequenza solo nel 600-400 a.C. e di nuovo dall'800 al 1000.
A differenza di La Venta, situato in una zona paludosa, San Lorenzo si trovava in una area adatta alla coltivazione. San Lorenzo era principalmente un sito cerimoniale, senza mura, con la popolazione principalmente dedita all'agricoltura. Il centro della zona e le costruzioni circostanti potevano ospitare circa 5500 persone, arrivando a circa 13.000 con l'inclusione degli hinterland.
Mentre San Lorenzo controllava molto del bacino di Coatzacoalcos, le zone a est (dove La Venta si sviluppò come potenza regionale) e nord-nord-est (le montagne di Tuxtla) ospitavano delle città stato indipendenti.
Costruita su 700 ettari di terreno compreso tra gli allora fluenti tributari, il nucleo di San Lorenzo copre 55 ettari modificati in seguito tramite riempimenti e livellamenti.
San Lorenzo mostrava un sistema di drenaggio complesso che usava pietre sepolte incanalate come sistema di tubazione. Alcuni ricercatori stimano che lo scopo del sistema era di fornire acqua potabile alla popolazione e di svolgere un compito di tipo rituale, in quanto il regno era "strettamente collegato alla figura di un padrone supernaturale dell'acqua".
Matthew Stirling fu il primo archeologo a iniziare gli scavi nel sito dopo una visita nel 1938. Tra il 1946 e il 1970 vennero portati a termine quattro progetti di scavi, con una interruzione fino al 1990. Gli scavi ricominciarono nel 1990..
Il nome originale dell'area in lingua olmeca è sconosciuto. Il nome "San Lorenzo Tenochtitlán" venne coniato da Stirling nel 1955, riferendosi ai nomi dei villaggi circostanti, per indicare l'intero complesso di siti archeologici della zona.